# Barrage Mellègue
Le barrage Mellègue (arabe : سد ملاق) ou barrage de Nebeur est un barrage tunisien construit entre 1949 et 1956, sur l'oued Mellègue, à environ sept kilomètres à l'ouest de la ville de Nebeur (gouvernorat du Kef).

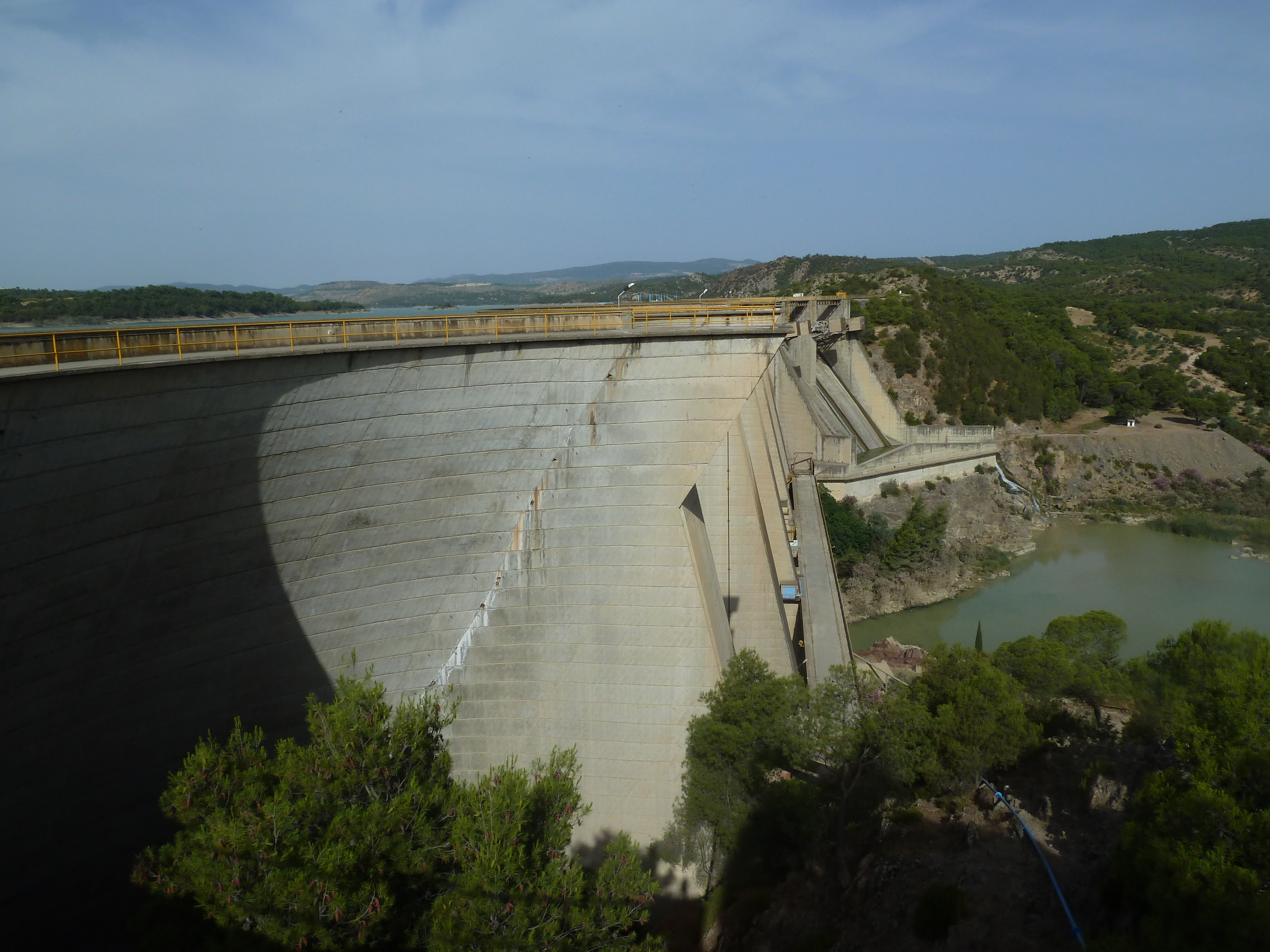
Vue du barrage en 2012.

Le barrage, de type voûtes multiples de grande portée, a une hauteur de 65 mètres et sa longueur en crête est de 470 mètres. Le déversoir, du type saut de ski avec étalement de la lame, a un débit maximum de 5 400 m3/s.
Le réservoir a une superficie maximale de 1600 hectares et la longueur de la retenue est de 18 kilomètres. L'envasement du réservoir est important et pose de sérieux problèmes. Les eaux de l'oued Mellègue sont en effet très boueuses, notamment en périodes de crues.
La création de l'ouvrage avait trois buts : la régularisation interannuelle de l'oued Mellègue afin d'éviter l'inondation de la plaine de Jendouba, l'irrigation de la basse vallée de la Medjerda et la production d'électricité.